# Пелиці (Стшелецько-Дрезденецький повіт)
Пелиці (пол. Pielice) — село в Польщі, у гміні Стшельці-Краєнські Стшелецько-Дрезденецького повіту Любуського воєводства.
Населення — 124 особи (2011).
У 1975-1998 роках село належало до Гожовського воєводства.

## Демографія
Демографічна структура станом на 31 березня 2011 року:
|          | Загалом | Допрацездатний вік | Працездатний вік | Постпрацездатний вік |
| -------- | ------- | ------------------ | ---------------- | -------------------- |
| Чоловіки | 62      | 18                 | 39               | 5                    |
| Жінки    | 62      | 11                 | 35               | 16                   |
| Разом    | 124     | 29                 | 74               | 21                   |